# Lista över stavhoppare som hoppat över sex meter
Lista över stavhoppare som hoppat över sex meter per 2024.
Den första stavhoppare som klarade sex meter var Sergej Bubka som gjorde det 1985. Totalt har 29 hoppare klarat den magiska gränsen (oktober 2024). 
| Namn                 | Nation                           | Personbästa | Första gången över 6 m |
| -------------------- | -------------------------------- | ----------- | ---------------------- |
| Armand Duplantis     | Sverige                          | 6,29 meter  | 2018                   |
| Renaud Lavillenie    | Frankrike                        | 6,16 meter  | 2009                   |
| Sergej Bubka         | Ukraina                          | 6,15 meter  | 1985                   |
| Emmanouil Karalis    | Grekland                         | 6,08 meter  | 2024                   |
| KC Lightfoot         | USA                              | 6,07 meter  | 2021                   |
| Steven Hooker        | Australien                       | 6,06 meter  | 2008                   |
| Sam Kendricks        | USA                              | 6,06 meter  | 2017                   |
| Maksim Tarasov       | Ryssland                         | 6,05 meter  | 1997                   |
| Dmitri Markov        | Australien                       | 6,05 meter  | 1998                   |
| Chris Nilsen         | USA                              | 6,05 meter  | 2022                   |
| Brad Walker          | USA                              | 6,04 meter  | 2006                   |
| Okkert Brits         | Sydafrika                        | 6,03 meter  | 1995                   |
| Jeff Hartwig         | USA                              | 6,03 meter  | 1998                   |
| Thiago Braz da Silva | Brasilien                        | 6,03 meter  | 2016                   |
| Rodion Gataullin     | Sovjetunionen                    | 6,02 meter  | 1989                   |
| Piotr Lisek          | Polen                            | 6,02 meter  | 2017                   |
| Igor Trandenkov      | Ryssland                         | 6,01 meter  | 1996                   |
| Tim Mack             | USA                              | 6,01 meter  | 2004                   |
| Jevgenij Lukjanenko  | Ryssland                         | 6,01 meter  | 2008                   |
| Björn Otto           | Tyskland                         | 6,01 meter  | 2012                   |
| Tim Lobinger         | Tyskland                         | 6,00 meter  | 1997                   |
| Jean Galfione        | Frankrike                        | 6,00 meter  | 1999                   |
| Danny Ecker          | Tyskland                         | 6,00 meter  | 2001                   |
| Toby Stevenson       | USA                              | 6,00 meter  | 2004                   |
| Paul Burgess         | Australien                       | 6,00 meter  | 2005                   |
| Shawnacy Barber      | Kanada                           | 6,00 meter  | 2016                   |
| Timur Morgunov       | Auktoriserade Neutrala Idrottare | 6,00 meter  | 2018                   |
| Sondre Guttormsen    | Norge                            | 6,00 meter  | 2023                   |
| Ernest John Obiena   | Filippinerna                     | 6,00 meter  | 2023                   |